# Медаль Фрэнсиса Уокера
Медаль Фрэнсиса Уокера (англ. The Francis A. Walker Medal) — награда, вручавшаяся Американской экономической ассоциацией с 1947 по 1977 гг. раз в пять лет американским экономистам за совокупность научных достижений в течение карьеры. Название получила в честь первого президента ассоциации Фрэнсиса Уокера.
Считалась наиболее престижной наградой в данной сфере науки до начала присуждения Нобелевской премии по экономике; была упразднена, так как фактически дублировала последнюю.
Медалью награждены: 1947 — У. К. Митчелл; 1952 — Дж. М. Кларк; 1957 — Ф. Найт; 1962 — Дж. Вайнер; 1967 — Э. Хансен; 1972 — Т. Шульц; 1977 — С. Кузнец.